# Parque Analândia
Parque Analândia é um bairro de São João de Meriti, no estado do Rio de Janeiro. Localiza-se na região Sul do município, fazendo parte do 2*distrito.

## História
Faz limite com os bairros Parque Araruama, Parque Novo Rio e Bar dos Cavaleiros, este já parte integrante do município de Duque de Caxias.
De característica residencial, possui apenas duas escolas públicas (uma municipal e outra estadual) e algumas particulares, sendo apenas uma de grande porte. Os moradores sofrem com a falta de pavimentação de algumas ruas, por conta de obras interrompidas ou mal acabadas.
A principal via de acesso ao bairro é a Estrada São João Caxias, e suas principais ruas são:
Ana Maria de Queiroz Matoso, Gil de Queiroz, Dona Romana, Dona Cândida, Celso Goulart, Irani, Venceslau Escobar de Azambuja , Afonso de Queiroz Matoso e Rua Milton de Oliveira. Entre as principais empresas sediadas no bairro, se encontram o Frigorífico Meriti, a empresa de ônibus Transportes Fabio's, empresa de ônibus Três Amigos e a Fábrica de Alumínio Analândia.